# Tokamak GOLEM
Tokamak GOLEM (původně označován jen TM-1, TM-1-MH a CASTOR) bylo první funkční experimentální zařízení určené pro základní výzkum mikrovlnného ohřevu plazmatu v nádobách typu Tokamak. Podle velikosti se TM-1 MH zařazuje mezi malé tokamaky. Do května 1976 se zařízení nacházelo v Ústavu atomové energie I. V. Kurčatova v Moskvě. Pak bylo předáno Ústavu fyziky plazmatu Akademie věd České republiky na základě smlouvy o spolupráci a dělbě práce v oblasti vysokofrekvenčního ohřevu plazmatu, uzavřené mezi ústavy v roce 1974. Zařízení bylo instalováno v hale Tokamak Ústavu fyziky plazmatu v areálu akademie na Mazance v Praze 8. Do provozu zde bylo uvedeno v září 1977 a následně bylo pojmenováno CASTOR (Czech Academy of Sciences TORus). Cílem prací na tomto zařízení bylo zjištění podmínek účinné absorpce vysokofrekvenčních vln v oblasti mezi dolní hybridní a elektronovou cyklotronovou frekvencí a výzkum možnosti vybuzení toroidálního proudu pomocí vysokofrekvenčních vln. Nově je tokamak umístěn v budově ČVUT, Fakulta jaderná a fyzikálně inženýrská pod názvem GOLEM a slouží pro studijní účely.

## Magnetická nádoba tokamak
Magnetická nádoba zařízení je klasickým typem tokamaku a má následující principiální části:
- Jho transformátoru
- Plášť
- Liner (komora)
- Cívky
- Řídící systém
- Ionizační tryska
- Diagnostika

## Nádoba Tokamaku

### Liner
Liner je samotné jádro tokamaku toroidáního tvaru, kde se uskutečňuje zážeh plazmatu a všechny reakce. Pro TM-1 MH je liner vytvořen z nerezového plechu o síle několika milimetrů. Vysokoteplotní plazma se nesmí dotknout stěn nádoby, aby nenastalo tavení konstrukčních materiálů.

### Plášť
Plášť obepínající liner a má hned několik funkcí. Zpočátku udržoval mezi sebou a linerem silné vakuum, neboť se předpokládalo, že to zajistí vyšší stabilitu plazmatu. Povrch pláště má také ochraňovat proudy plazmatu v lineru před vnějšími elektromagnetickými poli, svou indukcí pomáhá stabilizovat fluktuace plazmatu a nacházejí se na něm cívky toroidálního pole, stabilizační cívky a jejich senzory a chladicí měděné trubky. Samotný plášť je vyroben z toroidálně tvarovaného měděného plechu o síle 20 mm.

## Vakuový systém
V lineru je třeba vytvořit a udržet pokud možno co nejvyšší úroveň vakua. K tomu sloužil čerpací systém, který byl ještě rozdělen na dvě nezávislé části:
- Čerpací systém lineru
- Čerpací systém pláště

Konstrukce byla navržena tak, aby v lineru bylo možno dosáhnout vakuum lepší 10−6 Torr a v plášti 10−5 Torr. Časem bylo upuštěno od původního záměru dvou nezávislých vakuových systémů, protože použití dvou systémů nezajistilo výrazně lepší stabilitu plazmatu, jak konstruktéři původně předpokládali. Vakuový systém pláště byl posléze nahrazen stabilizačním magnetickým systémem, který byl lépe schopen zvýšit stabilitu plazmatu.

### Čerpací systém lineru
Pro čerpání kvalitnějšího vakua je potřeba, před spuštěním silnějších vývěv, nejdříve utvořit předvakuum. V lineru se tak děje pomocí rotační vývěvy RV1, která vytvoří předvakuum lepší než 10−2 Torr. Přes elektromagnetický průchozí ventil P1 bylo vakuum rozváděno ke dvěma difuzním vývěvám DV1 a DV2. Difuzní vývěvy byly posléze nahrazeny turbomolekulárními pumpami, které nechávaly v komoře méně nečistot. Napouštěcí ventil N1 rotační vývěvy RV1 se zavírá automaticky při spuštění vývěvy. Předčerpávané difuzní vývěvy DV1 a DV2 jsou spojeny s linerem přes kovové vypékatelné mechanické ventily K1 a K2. Pro odstranění vlivu nečistot jsou použity dvojice vymrazovaček. Pro přímé předčerpávání lineru pomocí RV1 je zapojena odbočka s kovovým ventilem a vymrazovačkou. Měření úrovně předvakua se provádí termočlánky a měření úrovně vysokého vakua vývěv DV1 a DV2 se provádí triodami. Napouštění pracovním plynem je prováděno z rezervoáru R po otevření ventilu NV. Přímo v rezervoáru je také zabudováno ovládání rychlosti napouštěného plynu. V případě vodíku (běžný pracovní plyn) se používá niklový filtr.

### Čerpací systém pláště
Princip a uspořádání systému je stejný jako u čerpacího systému lineru. Předvakuum je vytvářeno rotační vývěvou RV2, přes průchozí elektromagnetický ventil P2. Difuzní vývěva DV3 je od předvakua oddělována elektromagnetickým ventilem. Úroveň předvakua je měřena termočlánkem. Úroveň vakua v plášti je měřena triodou. Pro umožnění přímého předčerpání pláště pouze rotační vývěvou RV2 je zařazena spojka s mechanickým ventilem a izolátorem.

### Obvyklý postup čerpání
Pro případ že poslední čerpání bylo provedeno před týdnem nebo později, uplatňoval se následující postup čerpání vakua. Ten předpokládal, že vakuum v plášti nebylo horší než 10−1 Torr a v lineru než 10−2 Torr.
- Kromě napouštěcích ventilů N1 a N2 byly všechny ventily zavřené.
- Motory rotaček RV1 a RV2 se zapnuly, přičemž se ventily N1 a N2 automaticky zavřely.
- Ventily P1 a P2 se otevřely a na měrkách se sledovalo dosažení alespoň 10−1 Torr.
- Otevřely se ventily B1 až B3 a po dosažení předvakua alespoň 10−1 Torr se otevřel také deskový ventil pláště VD.
- Zapojilo se vytápění difuzních vývěv DV1, DV2, DV3. To bylo možné pouze po otevření vodního chladicího okruhu vývěv.
- Vymrazovačky se zalily tekutým dusíkem.
- Až měrky indikovaly dosažení vakua lepšího než 10−5 Torr otevřely se kovové ventily K1 a K2.

### Vypékání vakuového systému
Pro dosažení nejlepšího vakua a dobré čistoty lineru je vysokovakuová část čerpacího systému opatřena soustavou pro ohřev stěn. Ohřátí stěn vakuové komory způsobí uvolnění jak zbytkových absorbovaných plynů, tak pevných částeček. Při soustavném odčerpávání vývěvou se může úroveň vakua zlepšit až o řád. Nejvyšší teplota závisí jenom na použitých konstrukčních materiálech. Pro daný případ je to:
- Komora lineru (max. 350 °C, norm. 300 °C)
- Vakuové stojany (max. 300 °C, norm. 200–250 °C)
- Přívody a spoje (max. 300 °C, norm. 150 °C)
- Teploty jsou měřeny termočlánky

Ohřev komory lineru je prováděn indukčně, tj. pomocí transformátoru tokamaku. Do primárního vinutí je přiváděn proud cca 300 A a sekundární vinutí je samotná komora lineru. Příslušná místa na plášti jsou při tom chlazena průtokem vody. Ohřev vakuových stojanů je prováděn soustavou odporových spirál navinutých na povrchu stěn. Příruby lze ohřát až na cca 400 °C. Ohřev přívodných trubic a ventilů je prováděn rovněž odporovými spirálami. Normální úroveň proudu jednotlivých spirál je kolem 5–6 A.

## Energetické zdroje

### Kondenzátorová baterie
Při návrhu byly vzaty za základ parametry baterie používané v ústavu I. V. Kurčatova. Byla tvořena 1200 kusy olejových kondenzátorů s kapacitou 150 μF, takže výsledná kapacita byla 0,18 F. Baterie pro provoz byla nabíjena maximálně na napětí 2 kV takže výsledná energie baterie byla 360 kJ.

### Generování proudového impulzu
Připojením kondenzátorové baterie k induktivní zátěži (vinutí cívek) vznikne oscilační obvod, jehož základní parametry jsou určeny kapacitou kondenzátorové baterie C, indukčností vinutí L a sériovým odporem R (RLC obvod). Frekvence oscilačního obvodu pro použité parametry byla 7 Hz. Průběh proudového impulzu měl sinusový charakter. Vzhledem k tomu, že při provozu se používala pouze první půlperioda proudového impulzu, bylo žádoucí vzhledem k zahřívání vinutí, odpojit kondenzátorovou baterii od zátěže při průchodu proudu nulou.

### Tvarovací LC linky
Ovládací povely pro provoz LC linek jsou odvozeny automaticky od obvodů kondenzátorové baterie. Za účelem kontroly byl taky možný provoz samostatný. Jak jednotlivé sekce kondenzátorové baterie, tak LC linky jsou pro bezpečnost vybaveny mechanickými spínači, které zkratují baterii a LC linky, pokud nejsou právě v provozu.

### Zdroje pro kompenzační vinutí a trysku
Nedílnou částí energetického systému Tokamak jsou dva zdroje kompenzačního vinutí a jeden zdroj pro trysku. Tento provoz je automaticky svázán s provozem kondenzátorové baterie a LC linek. Jedná se pouze o jednosměrné zdroje.

## Vysokofrekvenční ohřev plazmatu
Vysokofrekvenční ohřev plazmatu v Tokamaku TM-1-MH se prováděl na frekvenci o kmitočtu mezi dolní hybridní frekvencí a elektronovou cyklotronovou frekvencí. V plazmatu se měly budit zpomalené vlny ve směru toroidálního magnetického pole. Takto zpomalené vlny, jejichž fázová rychlost měla být srovnatelná s tepelnou rychlostí elektronů, měly interagovat s plazmatem. V důsledku Landauova útlumu na elektronech měly předávat svou energii elektronům plazmatu. V TM-1 MH byla doba termalizace kratší než doba udržení, což umožnilo, aby se energie dodaná elektronům dodala srážkami iontům a tím ohřívala i iontovou komponentu plazmatu. Zpomalené vlny by měly pronikat do celého objemu plazmatu.

### Zpomalovací struktura
Zpomalené vlny se v tokamaku měly budit pomocí šroubovicových zpomalovacích struktur vložených do lineru. V lineru byly uloženy dvě šroubovice. Šroubovice je tvořena bowdenem vloženým v křemenné šroubovici vytvořené z křemenné trubičky. Vložená šroubovice leží ve stínu clony a není tedy v přímém kontaktu s prstencem horkého plazmatu. Šroubovice jsou napájeny koaxiálně a vstupy jsou umístěny symetricky kolem vertikální osy. Konce obou šroubovic byly vakuově těsně zapojeny. Mikrovlnný ohřev se prováděl na frekvenci 1,25 GHz o výkonu 50–100 kW. Mikrovlnný výkon se do šroubovice přiváděl pomocí vlnovodné trasy zakončené na koaxiál.

### Vlnovodná trasa
Generátorem vysokofrekvenčního výkonu byl magnetron Tesla-VÚVET, který byl schopen v trvalém provozu generovat vysokofrekvenční výkon na kmitočtu 1250 MHz. V provozu s impulzy o délce cca 1 ms byl schopen dát 30–40 kW vysokofrekvenčního výkonu v impulzu. Magnetické pole magnetronu bylo generováno válcovou cívkou protékanou stejnosměrným proudem. Magnetron byl chlazen vzduchem a vodou. K ověření funkce magnetronu pro vyloučení rizika poškození vysokofrekvenční struktury tokamaku bylo možno použít koaxiální zátěže.

## Diagnostika
Základními makroskopickými parametry zařízení jsou toroidální elektrický proud tekoucí plasmatickým prstencem a nerezovým linerem jako sekundárním vinutím transformátoru tokamaku a napětí na plazmatickém prstenci. Pro dosažení optimálního stabilního režimu je tedy nutno měřit především tyto dva parametry. Snahou je dostat co největší toroidální proud při co nejmenším napětí na prstenci, stabilním po celou dobu trvání pulzu. Mimo těchto parametrů je možno měřit i vlastní proud LC linek tekoucí primárním vinutím tokamaku. Polohu prstence vzhledem k ose výbojové komory lze sledovat pomocí dvou systémů magnetických sond umístěných v komoře mezi linerem a měděným pláštěm.
Hlavní fyzikální parametry popisující vlastnosti plazmatu jsou elektronová hustota, teplota elektronů a iontů, energetický obsah jednotky objemu plazmatu a procento izolace. Tyto parametry bylo možno měřit mikrovlnným interferometrem, měřením diamagnetického efektu plazmatu, analýzou energie vyletujících neutrálů a optickými měřeními. V různých místech lineru jsou umístěny dvě Langmuirovy stíněné sondy ve vysokofrekvenčním provedení. Pro tyto všechny účely je zařízení opatřeno diagnostickými vstupy.

### Měření toroidálního pole
Bylo prováděno pomocí Rogowského pásku, obepínajícího celou výbojovou komoru a to vně měděného pláště (není v azimutálním směru elektricky uzavřen). Současně s proudem protékajícím plazmatickým prstencem byl měřen i proud tekoucí nerezovým linerem.

### Napětí na plazmatickém prstenci
Snímáno pomocí jednoho závitu vodiče umístěného na výbojové komoře vně pláště.

### Sledování polohy plasmatického prstence
Při provozu tokamaku je vhodné znát polohu plasmatického prstence uvnitř komory, pro vhodné nastavení kompenzačních polí indukovaných stabilizačními cívkami. Na sledování slouží polohové sondy – cívky umístěné na povrchu lineru. V zařízení TM-1MH je umístěno šest párů polohových sond, a to čtyři páry v horizontální rovině po obvodu toroidu a dva páry sond pro sledování vertikálního posuvu.

### Mikrovlnná diagnostika
Lze provádět sondováním napříč plasmatického prstence. Z důvodu technického vybavení a dostupnosti mikrovlnných generátorů se na zařízení prováděly interferometrická měření elektronové hustoty na vlnové délce 8 mm, což znamenalo silné omezení co se týče maximálně měřitelných hustot.

### Diamagnetická měření
Tato měření v toroidální konfiguraci tokamaku se silným podélným proudem představovaly značně komplikovanou záležitost. Magnetická sonda určená pro snímání diamagnetického efektu snímá totiž i parametrický efekt toroidálního proudu, který byl mnohem silnější.

### Měření energie neutrálů
K tomuto účelu byl připraven analyzátor energie neutrálů s plynným terčíkem. Měření s ním však prováděna nebyla.

### Optická měření
Bylo možné provádět pomocí tří okének. Byly prováděny pomocí monochromátoru a mřížkového spektroskopu.

### Langmuirovy sondy
Pro sledování amplitudy, příp. šíření ohřevové vlny byly v lineru umístěny dvě Langmuirovy sondy. Byly vedeny těsně po povrchu lineru v jeho dolní části.
Ball-pen sonda
Pro přímé měření potenciálu plazmatu. Sonda umístěna na spodní vertikální manipulátor.

### Měření proudu LC linky
Pro nastavování tvaru pulsu proudu z LC linek byl zkonstruován měrný transformátor proudu se železným jádrem, dobrou elektrickou izolací a stínicím krytem proti rušivým signálům.

## Provoz a první výsledky
Zařízení TM-1-MH pracovalo v impulzním režimu. Zdrojem toroidálního pole byla kondenzátorová baterie vybíjená do cívek rovnoměrně rozložených podél toroidální komory. V maximu proudu, kdy magnetické pole je maximální a téměř konstantní se do tokamaku přiváděl impulz z tvarovací LC linky o délce 6 ms. Vzhledem k začátku proudu v toroidálních cívkách byl tento impulz posunut o cca 30 ms. Proud v cívkách toroidálního pole byl měřen Rogowského páskem umístěným na 29. cívce, která nebyla zabudována do tokamaku. Proud LC linky byl měřen samointegrujícím transformátorem. K vytvoření proudu výboje byly k dispozici dvě tvarovací LC linky, jejichž impulsy mohly být navzájem časově posunuty. To umožnilo vytvářet tvarovaný impulz proudu přiváděného do primárního vinutí transformátoru.
Cílem prvních experimentů prováděných na Tokamaku TM-1-MH bylo nalezení optimálních režimů stabilního provozu a nastavení základních diagnostických prostředků umožňujících měřit základní makroskopické parametry.